# Gloeomucro ventricosus
Gloeomucro ventricosus är en svampart som beskrevs av R.H. Petersen 1985. Gloeomucro ventricosus ingår i släktet Gloeomucro och familjen Hydnaceae.   Inga underarter finns listade i Catalogue of Life.